# حوض‌انبار ارغن آباد
حوض انبار ارغن آباد مربوط به دوره صفوی است و در ۴ کیلومتری شمال غرب جاجرم واقع شده و این اثر در تاریخ ۲۶ اسفند ۱۳۸۶ با شمارهٔ ثبت ۲۲۲۱۱ به‌عنوان یکی از آثار ملی ایران به ثبت رسیده است.